# Aubrey David
Aubrey Robert David (* 11. Oktober 1990 in Georgetown) ist ein Fußballspieler aus Trinidad und Tobago.

## Vereinskarriere
Aubrey David begann seine Laufbahn als Fußballprofi beim FC South End. 2011 wechselte er zum Joe Public FC, den er bereits im gleichen Jahr verlassen hatte, um für den T&TEC Sports Club zu spielen. 2012 ging der Verteidiger zum Caledonia AIA. 2014 verbrachte Aubrey David in Finnland beim FF Jaro. Im Februar 2015 wurde er von Schachtjor Qaraghandy aus Kasachstan verpflichtet. Dann ging er zum Jahresende zu CD Saprissa nach Costa Rica. Von dort wurde an den FC Dallas verliehen. Anschließend kehrtr David zurück nach Finnland und spielt für PS Kemi Kings und Vaasan PS. Von 2019 an für drei Jahre erneut bei CD Saprissa aktiv, folgten im Anschluss wieder recht kurze Engagements.

## Nationalmannschaft
Am 29. Februar 2012 debütierte David in der A-Nationalmannschaft Trinidad und Tobagos. Im selben Jahr bestritt er auch noch ein Testspiel für die Auswahl von Guyana, doch er entschied sich am Ende für Trinidad und Tobago zu spielen. Dort absolvierte er mittlerweile schon über 70 Partien und erzielte dabei einen Treffer.